# Ісмаель Беннасер
Ісмае́ль Беннасе́р (араб. إسماعيل_بن_ناصر, фр. Ismaël Bennacer, нар. 1 грудня 1997, Арль, Франція) — алжирський та французький футболіст, півзахисник італійського «Мілана» та національної збірної Алжиру. Найкращий гравець Кубка африканських націй 2019 року, на якому допоміг команді стати чемпіоном континенту.

## Клубна кар'єра
Батько Ісмаеля родом з Алжиру, а мати — з Марокко. Вихованець юнацької команди «Арль-Авіньйон».
У 2014 році Ісмаель дебютував за другу команду «левів», а вже в 2015 грав у другій лізі Франції в основному складі рідного клубу. На його рахунку 6 матчів в Лізі 2, а також 1 матч і 1 гол в Кубку Франції за команду з Авіньйона.
Влітку 2016 року Беннасер проходив перегляд у «Манчестер Сіті» і вже був близький до підписання контракту з «городянами». Ісмаель вразив британських скаутів своєю грою за юнацьку збірну Франції. Проте, в останній момент гравець вибрав лондонський «Арсенал», незважаючи на потенційно більший контракт від «Сіті». Колишній клуб гравця «Арль-Авіньйон» отримав компенсацію від канонірів в розмірі 150 000 фунтів стерлінгів.
27 жовтня 2015 року Беннасер дебютував за першу команду «Арсеналу» в матчі четвертого раунду Кубку ліги проти «Шеффілд Венсдей» (0:3), замінивши на 19 хвилині травмованого Тео Волкотта. Утім пробитився до основної команди «канонірів» гравцю не вдалося, ця гра залишилася для нього єдиною, проведеною за основу «Арсенала».
На початку 2017 року він повернувся на батьківщину, де півроку грав за «Тур» у Лізі 2.
По завершенні оренди, у серпні того ж 2017 року, перебрався до Італії, де уклав чотирирічний контракт з «Емполі», представником Серії B. Відразу став ключовим гравцем середини поля у новій команді і допоміг їй за результатами першого ж сезону підвищитися у класі до найвищого італійського дивізіоні. В сезоні 2018/19 також демонстрував упевнену гру, проте не зміг допомогти «Емполі» зберегти місце в Серії A — 18-та позиція у підсумковій турнірній таблиці і пониження у класі.
Наприкінці липня 2019 року Ісмаель став гравцем іншого італійського клубу, «Мілана». Футболіст підписав контракт терміном на 5 років з річною зарплатою в 1,6 млн євро. «Емполі» отримав за свого гравця 16 млн євро. Ще 2 мільйони передбачені до виплати як можливі бонуси.

## Виступи за збірні
2015 року дебютував у складі юнацької збірної Франції, взяв участь у 7 іграх на юнацькому рівні, відзначившись 2 забитими голами. Також футболіст міг виступати за збірну Марокко, звідки родом його мати, але вибрав Алжир через коріння свого батька.
31 липня 2016 року Алжирська федерація футболу оголосила, що Беннасер отримав від ФІФА право представляти Алжир на міжнародному рівні. 4 вересня 2016 року він дебютував в офіційних матчах у складі національної збірної Алжиру у кваліфікації до КАН-2017 проти збірної Лесото.
11 січня 2017 року Беннасер був дозаявлений до складу збірної на Кубок африканських націй 2017 року у Габоні замість травмованого Сафіра Таїдера. Однак безпосередньо на континентальній першості залищався запасним і на поле не виходив.
А ось за два роки, на Кубку африканських націй 2019 року, 21-річний півзахисник вже був не лише стабільним гравцем основного складу національної команди, але й одним з її ключових гравців, допомігши алжирцям удруге в історії стати найсильнішою командою Африки. Самого ж Беннасера було визнано найкращим гравцем цього турніру.
| Дата       | Місто         | Господарі         | Результат               | Гості                            | Турнір                                      | Голи | Примітки |
| ---------- | ------------- | ----------------- | ----------------------- | -------------------------------- | ------------------------------------------- | ---- | -------- |
| 4-9-2016   | Бліда         | Алжир             | 6 – 0                   | Лесото                           | Відбір до Кубка африканських націй 2017     | -    | 84'      |
| 7-10-2017  | Яунде         | Камерун           | 2 – 0                   | Алжир                            | Відбір до ЧС 2018                           | -    | 60'      |
| 10-11-2017 | Константіна   | Алжир             | 1 – 1                   | Нігерія                          | Відбір до ЧС 2018                           | -    | 76'      |
| 14-11-2017 | Алжир (місто) | Алжир             | 3 – 0                   | Центральноафриканська Республіка | товариський матч                            | -    | 61'      |
| 22-3-2018  | Алжир (місто) | Алжир             | 4 – 1                   | Танзанія                         | товариський матч                            | -    | 69'      |
| 9-5-2018   | Кадіс         | Саудівська Аравія | 2 – 0                   | Алжир                            | товариський матч                            | -    | 76'      |
| 1-6-2018   | Алжир (місто) | Алжир             | 2 – 3                   | Кабо-Верде                       | товариський матч                            | -    | 58'      |
| 22-3-2019  | Бліда         | Алжир             | 1 – 1                   | Гамбія                           | Відбір до Кубка африканських націй 2019     | -    |          |
| 11-6-2019  | Доха          | Алжир             | 1 – 1                   | Бурунді                          | товариський матч                            | -    | 68'      |
| 16-6-2019  | Доха          | Алжир             | 3 – 2                   | Малі                             | товариський матч                            | -    | 66'      |
| 23-6-2019  | Каїр          | Алжир             | 2 – 0                   | Кенія                            | Кубок африканських націй 2019 - 1-й етап    | -    |          |
| 27-6-2019  | Каїр          | Сенегал           | 0 – 1                   | Алжир                            | Кубок африканських націй 2019 - 1-й етап    | -    | 90+2'    |
| 1-7-2019   | Каїр          | Танзанія          | 0 – 3                   | Алжир                            | Кубок африканських націй 2019 - 1-й етап    | -    | 57'      |
| 7-7-2019   | Каїр          | Алжир             | 3 – 0                   | Гвінея                           | Кубок африканських націй 2019 - 1/8 фіналу  | -    |          |
| 11-7-2019  | Суец          | Кот-д'Івуар       | 1 – 1 д.ч. (3 – 4 п.п.) | Алжир                            | Кубок африканських націй 2019 - чвертьфінал | -    | 39'      |
| 14-7-2019  | Каїр          | Алжир             | 2 – 1                   | Нігерія                          | Кубок африканських націй 2019 - півфінал    | -    |          |
| 19-7-2019  | Каїр          | Сенегал           | 0 – 1                   | Алжир                            | Кубок африканських націй 2019 - Фінал       | -    |          |
| Усього     |               | Матчів            | 17                      |                                  | Голів                                       | 0    |          |

## Титули і досягнення

### Командні
- Чемпіон Італії (1):

«Мілан»: 2021–22
- Володар Суперкубка Італії (1):

«Мілан»: 2024
- Володар Кубка африканських націй (1): 2019

### Особисті
- Найкращий гравець Кубка африканських націй (1): 2019